# Cedrik Bakke Christophersen
Cedrik Bakke Christophersen (Husvik, 11 december 2001) is een Noors wielrenner en voormalig triatleet die in 2024 prof werd bij TDT-Unibet Cycling Team.

## Carrière
Eind 2022 stopte Christophersen na aanhoudend blessureleed als triatleet. In maart van zijn eerste jaar als wielrenner won hij een etappe en het jongerenklassement in de Griekse tweedaagse Visit South Aegean Islands. In het algemeen klassement bleef enkel Jakub Otruba hem voor.  Later dat jaar werd hij onder meer vierde in het eindklassement van de Vredeskoers voor beloften en vierde in de Lillehammer GP.
In 2024 werd Christophersen prof bij TDT-Unibet Cycling Team. Zijn debuut voor de ploeg maakte hij de Ronde van Antalya, waar hij in de tweede etappe deel uitmaakte van de vroege vlucht.

## Overwinningen
2022
2e etappe Visit South Aegean Islands
Jongerenklassement Visit South Aegean Islands

## Ploegen
- 2023 –  Team Coop-Repsol
- 2024 –  TDT-Unibet Cycling Team
- 2025 –  Unibet Tietema Rockets

Bloem · Bomboi · Bouts · Budding · Christophersen · de Vries · Geleijn · Huens · Huyet · Inkelaar · Johannink · Kopecký · Kyffin · Loockx · Maire · Nielsen · Paige · Pedersen · Stockman · Stokbro · Ťoupalík
Bloem · Bomboi · Budding · Carboni · Christophersen · de Vries · Eiking · Geleijn · Huens · Huyet · Inkelaar · Johannink · Kopecký · Kubiš · Kyffin · Loockx · Maire · Meris · Mouris · Nielsen · Paige · Stockman · Stokbro · Ťoupalík · Verschuren
- World Athletics: 14947922